# Entacmaea
Az Entacmaea a virágállatok (Anthozoa) osztályának tengerirózsák (Actiniaria) rendjébe, ezen belül az aktíniák (Actiniidae) családjába tartozó nem.

## Rendszerezés
A nembe az alábbi 2 faj tartozik:
- Entacmaea medusivora Fautin & Fitt, 1991
- hólyagos anemóna (Entacmaea quadricolor) (Leuckart in Rüppell & Leuckart, 1828)

- Az alábbi 4 tudományos név nomen dubiumként, azaz „kétséges névként” szerepel:
  - Entacmaea biserialis
  - Entacmaea forskalii
  - Entacmaea forskålii
  - Entacmaea maxima